# Бжозоґай (Гнезненський повіт)
Бжозоґай (пол. Brzozogaj) — село в Польщі, у гміні Клецько Гнезненського повіту Великопольського воєводства.
Населення — 79 осіб (2011).
У 1975—1998 роках село належало до Познанського воєводства.

## Демографія
Демографічна структура станом на 31 березня 2011 року:
|          | Загалом | Допрацездатний вік | Працездатний вік | Постпрацездатний вік |
| -------- | ------- | ------------------ | ---------------- | -------------------- |
| Чоловіки | 37      | 7                  | 28               | 2                    |
| Жінки    | 42      | 9                  | 30               | 3                    |
| Разом    | 79      | 16                 | 58               | 5                    |